# Eero Rahola
Eero Akseli Rahola, till 1906 Helenius, född 15 januari 1897 i Mänttä, död 22 maj 1975 i Helsingfors, var en finländsk militär och ämbetsman. Han var bror till Jaakko Rahola.
Rahola blev student 1915, studerade 1916–19 vid Tekniska högskolan i Helsingfors och utexaminerades från kungliga italienska sjökadettskolan 1921, från artilleriskolan i italienska flottan 1923 och från italienska kungliga sjöakademin 1925. Han deltog i erövringen av Helsingfors 1918 och därefter i Estlands frihetskrig, blev 1919 fältväbel vid finländska flottan och var 1919–21, 1923–25 och 1927–28 kommenderad till italienska flottan.
Rahola var 1927–28 chef för flottavdelningen vid sjöstridskrafternas stab och därefter stabschef 1933–36. Han var 1936–40 chef för kustflottan och 1940–45 flottans befälhavare – med konteramirals grad från 1943 – och var slutligen generaldirektör vid Sjöfartsstyrelsen 1945–64.